# Tomoe

Disseny de tres tomoe

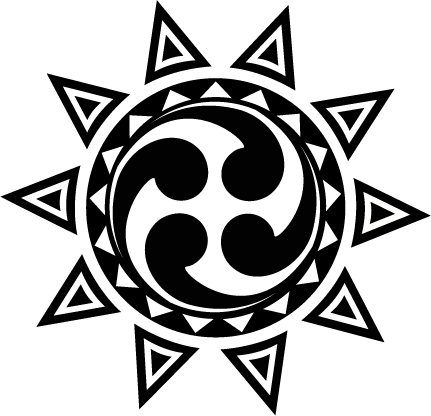
Solar Tomoe

Un Tomoe o Tomoye (arcaic) (巴) és una figura abstracta japonesa composta per comes, la forma usual del magatama. És un element comú de disseny usat en els emblemes de famílies japoneses (家紋, kamon).